# Aschenlauge

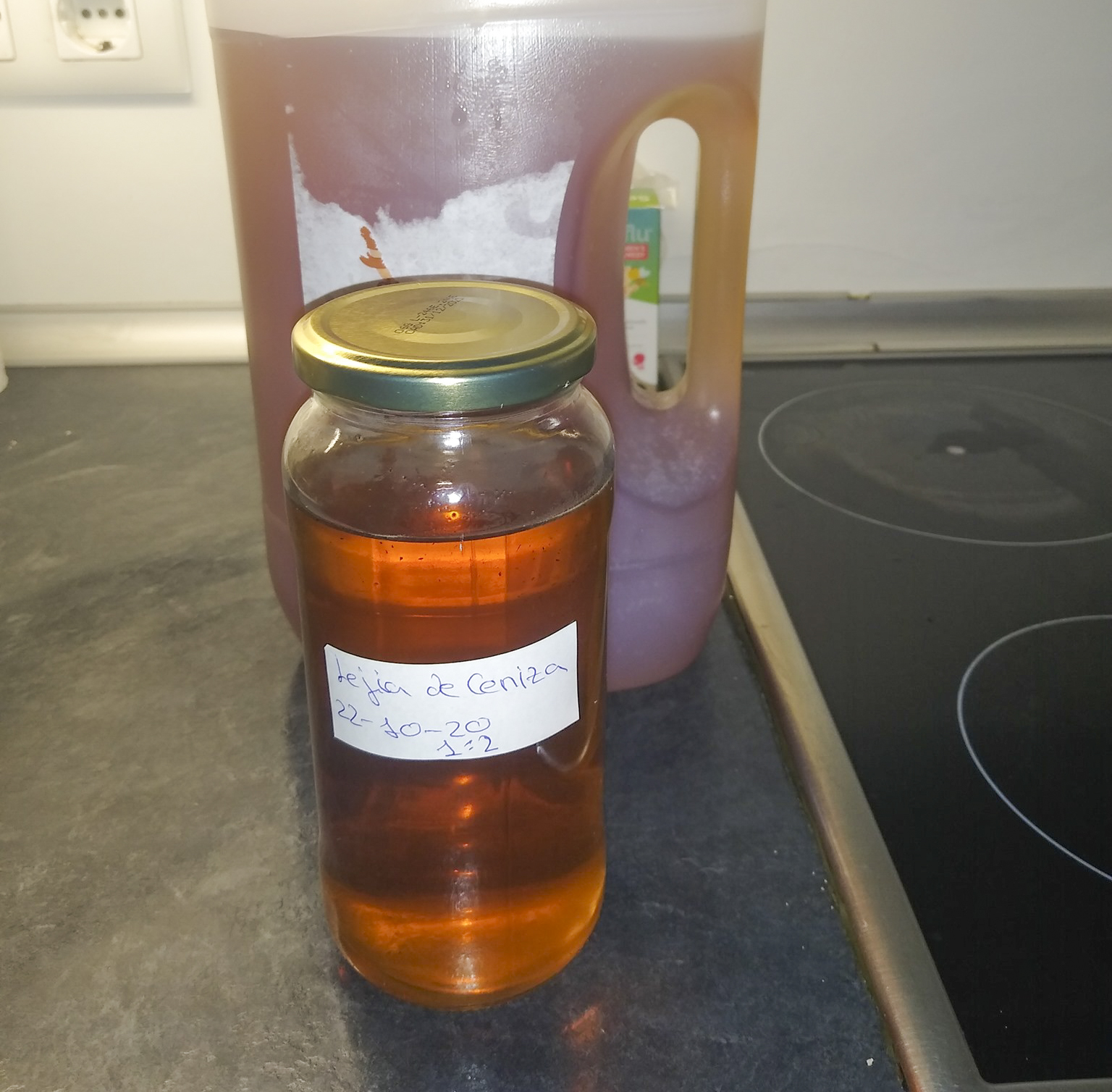
Aschenlauge

Aschenlauge (auch: Schneeblume, früher auch: Aschlauge) ist ein historisches Reinigungsmittel auf Basis von Wasser und Asche. Aschenlauge war bis Mitte des 20. Jahrhunderts üblich zur Reinigung von Wäsche und Fußböden.

## Geschichte
Ein etwa 2500 v. Chr. auf Ton geritztes Rezept bezieht sich schon auf die Wirkung von Asche zum Reinigen. Dieses stammt aus Tello (Mesopotamien) und lautet wie folgt: 1 Liter Öl und die fünfeinhalbfache Portion Pottasche. Auch wenn dies eher der Wirkung von Seife nahekommt, so ist doch davon auszugehen, dass schon seit Jahrhunderten mit Aschenlauge gewaschen oder geputzt wurde. Als spätere Entwicklung folgte der Handwerksberuf des Seifensieders.

## Waschmittel
Beim Mischen von Asche mit Wasser entsteht eine alkalische Lösung (Lauge), deren Wirkung bei der Reinigung von Wäsche (sechten) genutzt wird. Das Wort alkalisch stammt von mittellateinisch alkali, alcalia ‘Pottasche’, das gleichbedeutend arabisch al-qalī fortsetzt; wörtlich ‘das Ausgelaugte’ nach der ursprünglichen Art der Gewinnung durch Auskochen von Pflanzenasche mit Wasser. Es gibt diverse Varianten, wie mit Asche gewaschen wurde. Hier einige Verfahren, wie die Asche beigegeben wurde:
- Die Asche wird direkt auf das Waschgut gestreut. Heißes Wasser wird dazugegeben.
- Asche in Leinensäcken auf das Waschgut. Heißes Wasser wird dazugegeben.
- Asche und Wasser gemischt zum Waschgut geben.

Meist wurde diese Prozedur mehrfach durchgeführt und zuletzt mit reinem Wasser gespült. Der ganze Prozess konnte mehrere Tage dauern.

## Scheuermittel
Ein möglicher Einsatz als Scheuermittel besteht für (Holz-)Böden. Eine Art der Herstellung ist das Abbrühen von Holzasche. Nach 5 Tagen kann das Wasser entnommen werden und nach anschließendem Erhitzen für die Reinigung verwendet werden.

## Vorsichtshinweise
Aufgrund des hohen pH-Wertes kann Aschenlauge bei längerer Einwirkzeit zu Verätzungen der Haut und Schleimhäute führen.